# Judah Friedlander
Judah Friedlander (ur. 16 marca 1969) – amerykański aktor i komik, powszechnie znany głównie z roli w serialu telewizji NBC, Rockefeller Plaza 30. Friedlander słynie również ze swojego charakterystycznego, „zaniedbanego” wizerunku, którego nieodłącznymi elementami są czapki z daszkiem oraz okulary.

## Wczesne życie
Friedlander urodził się w Gaithersburgu w stanie Maryland jako syn Shirley i Arta Friedlanderów. Jego ojciec ma pochodzenie rosyjsko-żydowskie, zaś matka – chorwackie.

## Kariera
Począwszy od 2000 roku, Friedlander zaczął pojawiać się na ekranie, występując w epizodycznych i drugoplanowych rolach takich produkcji, jak m.in.: Poznaj mojego tatę, Zoolander i Showtime. Najważniejszą rolą filmową w jego dorobku pozostaje kreacja z obrazu Amerykański splendor, w którym to wcielił się w Toby’ego Radloffa. W 2001 roku Judah pojawił się ponadto gościnnie w wideoklipie zespołu Dave Matthews Band do utworu „Everyday”. Przełomem w jego karierze okazał się serial Rockefeller Plaza 30, który przyniósł mu międzynarodową popularność. W każdym odcinku Friedlander ma na głowie czapkę z innym, autorskim sloganem.
Friedlander jest czynnym komikiem stand-upowym, występującym regularnie między innymi w Chicago, Bostonie, Nowym Jorku i Los Angeles. Jego najbardziej znanym wcieleniem scenicznym jest „Mistrz Świata”, który jest uosobieniem wszelkich doskonałości; dla przykładu, szczyci się zdobyciem 243 goli w jednym meczu w Brazylii.
W 2009 roku pełnił rolę jednego z prowadzących gali TV Land Awards.
W 2010 roku ukazała się książka jego autorstwa, How to Beat Up Anybody: An Instructional and Inspirational Karate Book by the World Champion.

## Filmografia
| Rok  | Tytuł                          | Rola                     | Notki                    |
| ---- | ------------------------------ | ------------------------ | ------------------------ |
| 2000 | Endsville                      | fan wrestlingu           |                          |
| 2000 | Poznaj mojego tatę             | aptekarz                 |                          |
| 2001 | Wet Hot American Summer        | Ronald von Kleinenstein  |                          |
| 2001 | Spring Break Lawyer            | Mervin                   |                          |
| 2001 | Zoolander                      | Scrappy Zoolander        |                          |
| 2001 | Superzioło                     | student                  |                          |
| 2002 | Showtime                       | Julio                    |                          |
| 2003 | The Trade                      | Duffy Dyer               |                          |
| 2003 | Old School: Niezaliczona       | jeden z „kolesi”         | wersja telewizyjna       |
| 2003 | Amerykański splendor           | Toby Radloff             |                          |
| 2003 | The Janitor                    | pijany mężczyzna         |                          |
| 2004 | Channel Surfing                | głos, serial telewizyjny |                          |
| 2004 | Starsky i Hutch                | lodziarz                 |                          |
| 2004 | Bad Meat                       | mężczyzna                |                          |
| 2004 | Pohamuj entuzjazm              | Donald                   | serial telewizyjny       |
| 2005 | Duane Hopwood                  | Anthony                  |                          |
| 2005 | Bell i Belle                   | Duane                    |                          |
| 2005 | Pizza                          | Jimmy                    |                          |
| 2005 | The Unseen                     | Earl                     |                          |
| 2005 | Sunday Pants                   |                          | głos, serial telewizyjny |
| 2005 | Krwawa uczta II: Powrót bestii | mężczyzna z piwem        |                          |
| 2006 | Nagrody Darwina                | Simon                    |                          |
| 2006 | Komedia romantyczna            | Nicky                    |                          |
| 2006 | Live Free or Die               | Hesh                     |                          |
| 2006 | The Cassidy Kids               | Max Cassidy              |                          |
| 2006 | Full Grown Men                 | Elias Guber              |                          |
| 2006 | Rockefeller Plaza 30           | Frank Rossitano          | serial telewizyjny       |
| 2006 | Wonder Showzen                 | Crickey                  | serial telewizyjny       |
| 2007 | Rozdział 27                    | Paul                     |                          |
| 2007 | The Proctor                    | Harry                    |                          |
| 2007 | Flight of the Conchords        | pracownik lombardu       | serial telewizyjny       |
| 2008 | Mów mi Dave                    | inżynier                 |                          |
| 2008 | Zapaśnik                       | Scott Brumberg           |                          |
| 2009 | Nie cierpię walentynek         | Dan O’Finn               |                          |
| 2009 | Śmiertelna gorączka 2          | Toby                     |                          |
| 2010 | Strzeż się Gonza               | pracownik kafejki        |                          |
| 2012 | Oddities                       | on sam                   | serial telewizyjny       |
| 2013 | Tajemnica zielonego królestwa  | Larry                    | głos                     |